# گرامه
گَرامه (به عربی: جرمة) یک محوطه باستان‌شناختی در لیبی است که در فزان واقع شده‌است. روستای جرمه امروزی ۴٬۸۳۹ نفر جمعیت دارد.
گرامه پایتخت مملکت گرامه بود. گرامه‌ای‌ها قومی بربر بودند که در فزان در شمال شرقی صحرای بزرگ آفریقا زندگی می‌کردند. قدرت گرامه‌ای‌ها در اواخر سده دوم و سوم میلادی به اوج خود رسید، غالباً در جریان درگیری با امپراتوری روم در شمال.
گرامه حدود چهار هزار نفر جمعیت داشت و شش هزار نفر دیگر هم در روستاها در شعاع ۵ کیلومتری زندگی می‌کردند. گرامه‌ای‌ها اغلب یورش‌هایی را در مرزهای آفریقایی روم، یعنی به سرحد طرابلس (لیمس تریپولیتانوس) انجام می‌دادند و سپس به پناهگاه خود در بیابان عقب‌نشینی می‌کردند. در سال ۲۰۳، امپراتور روم سپتیمیوس سوروس به اعماق صحرا لشکر کشید و گرامه را تصرف کرد، اما کمی پس از آن، آن را رها کرد.
این شهر توسط در سال ۶۶۹ میلادی از سوی فرمانده عرب، عقبة بن نافع، فتح شد.
گاوش باستان‌شناسی در گرامه اخیراً توسط پروفسور دیوید ماتینگلی انجام شده‌است که ادامه کار چارلز دنیلز و محمد ایوب است.

## نگاره‌ها

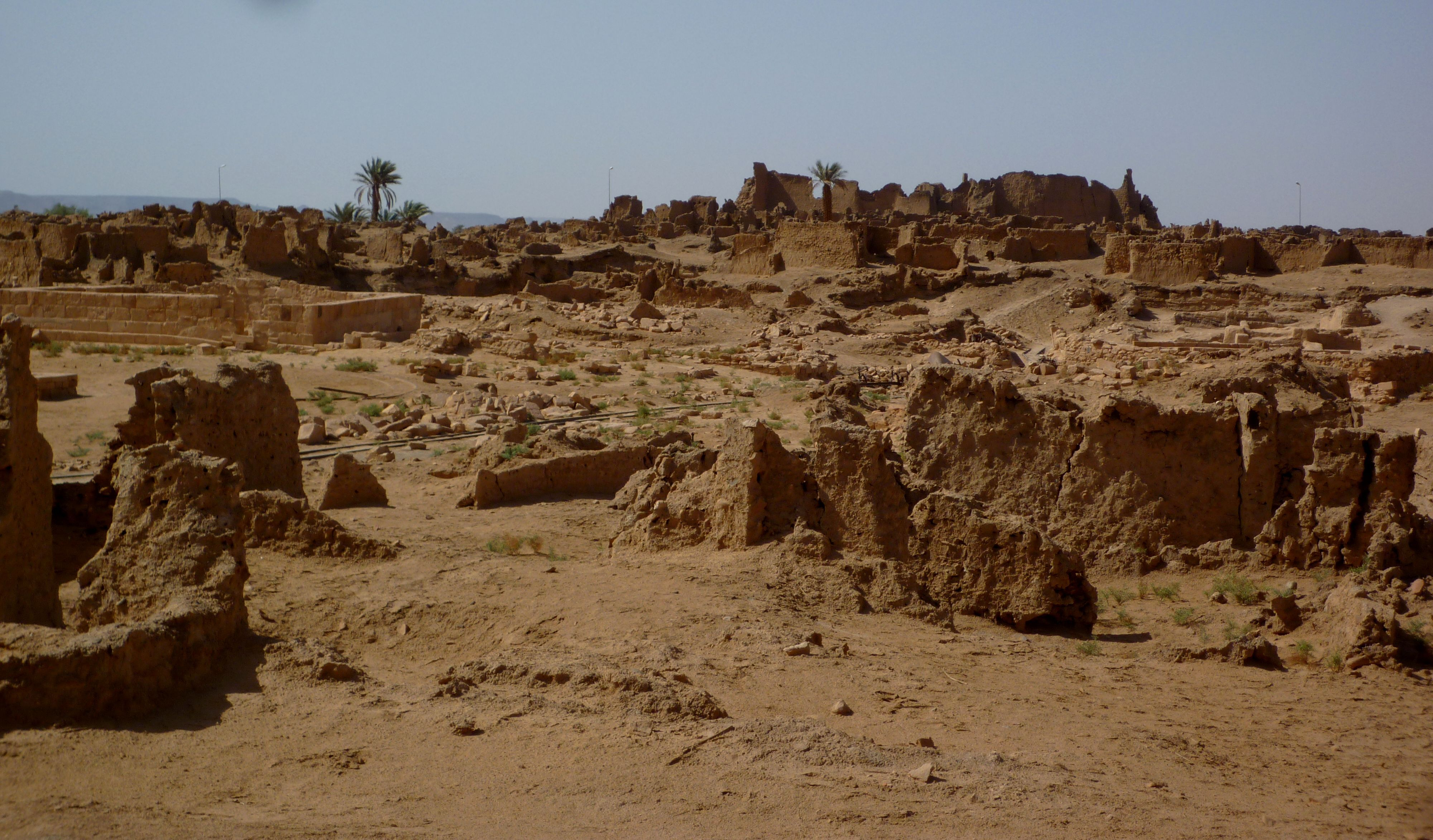
ویرانه‌های گرامه
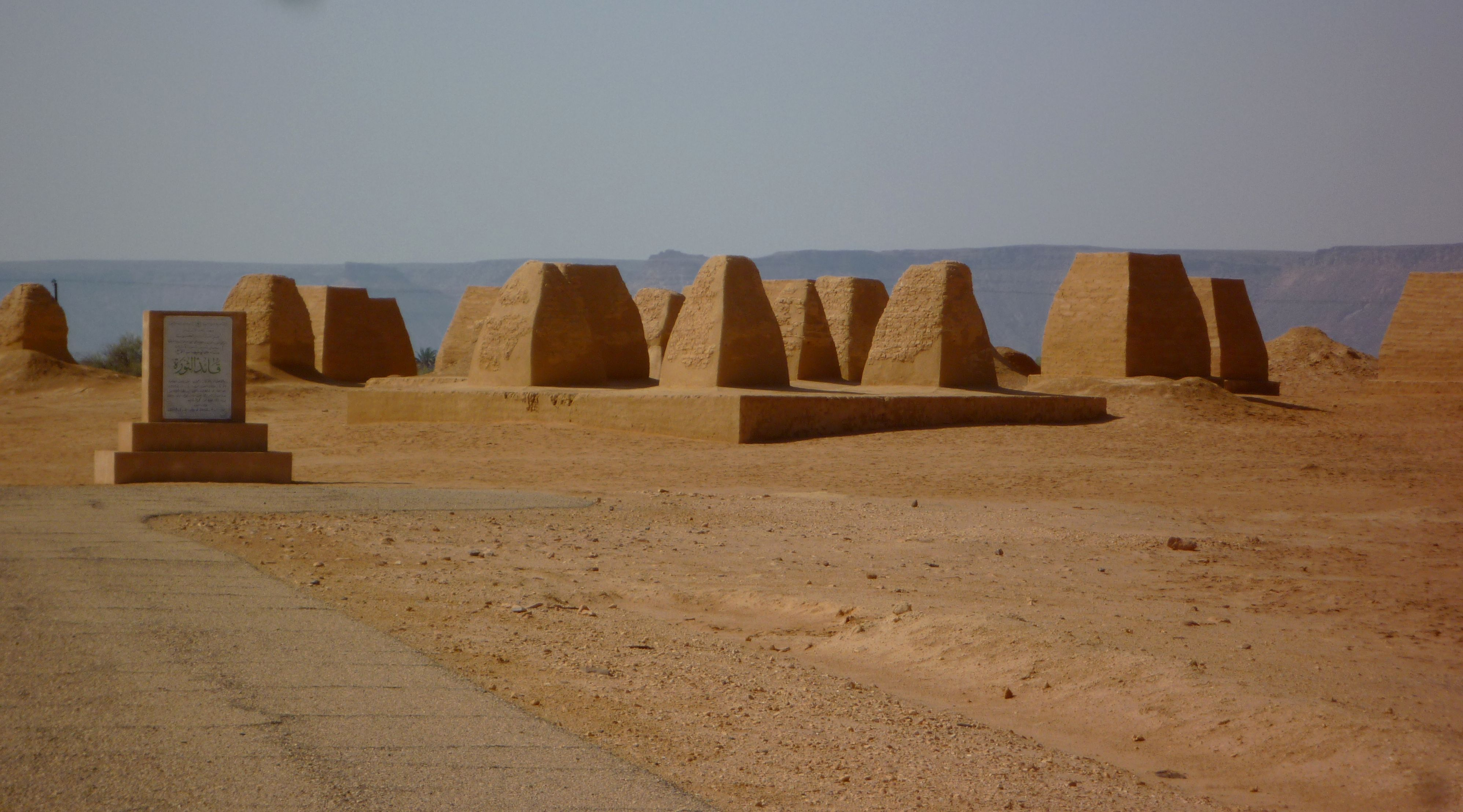
گورهای گرامه
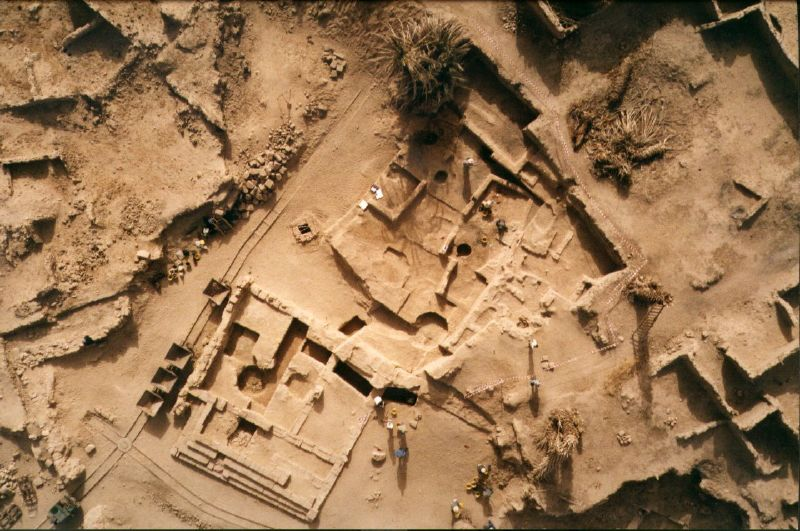
بقایای گرامه
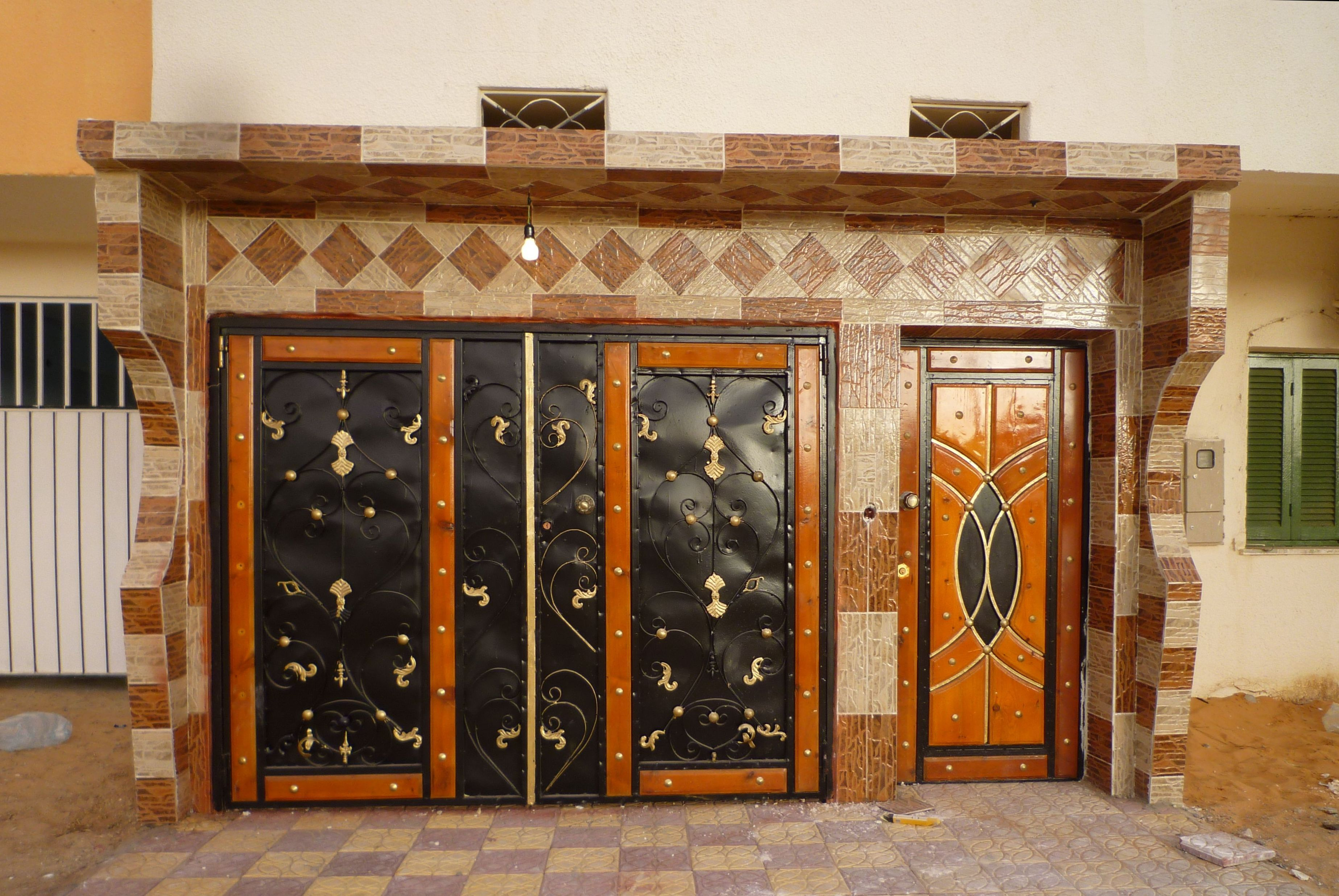
در ورودی در جرمه